# Eophyllophyton
Eophyllophyton es un género extinto de plantas que incluye una única especie, Eophyllophyton bellum, cuyos fósiles fueron hallados en la provincia de Yunnan, China. Dichos fósiles datan del período Devónico temprano. La característica sobresaliente de esta especie es que presenta estructuras laterales ramificadas que se interpretan como hojas o megafilos. De hecho, E. bellum constituye el más antigua especie conocida de una planta con hojas. El nombre Eophyllophyton proviene del griego y significa «planta con hojas primitivas».